# Station Lardy
Lardy is een station aan lijn C van het RER-netwerk gelegen in de Franse gemeente Lardy in het departement Essonne.